# Variz

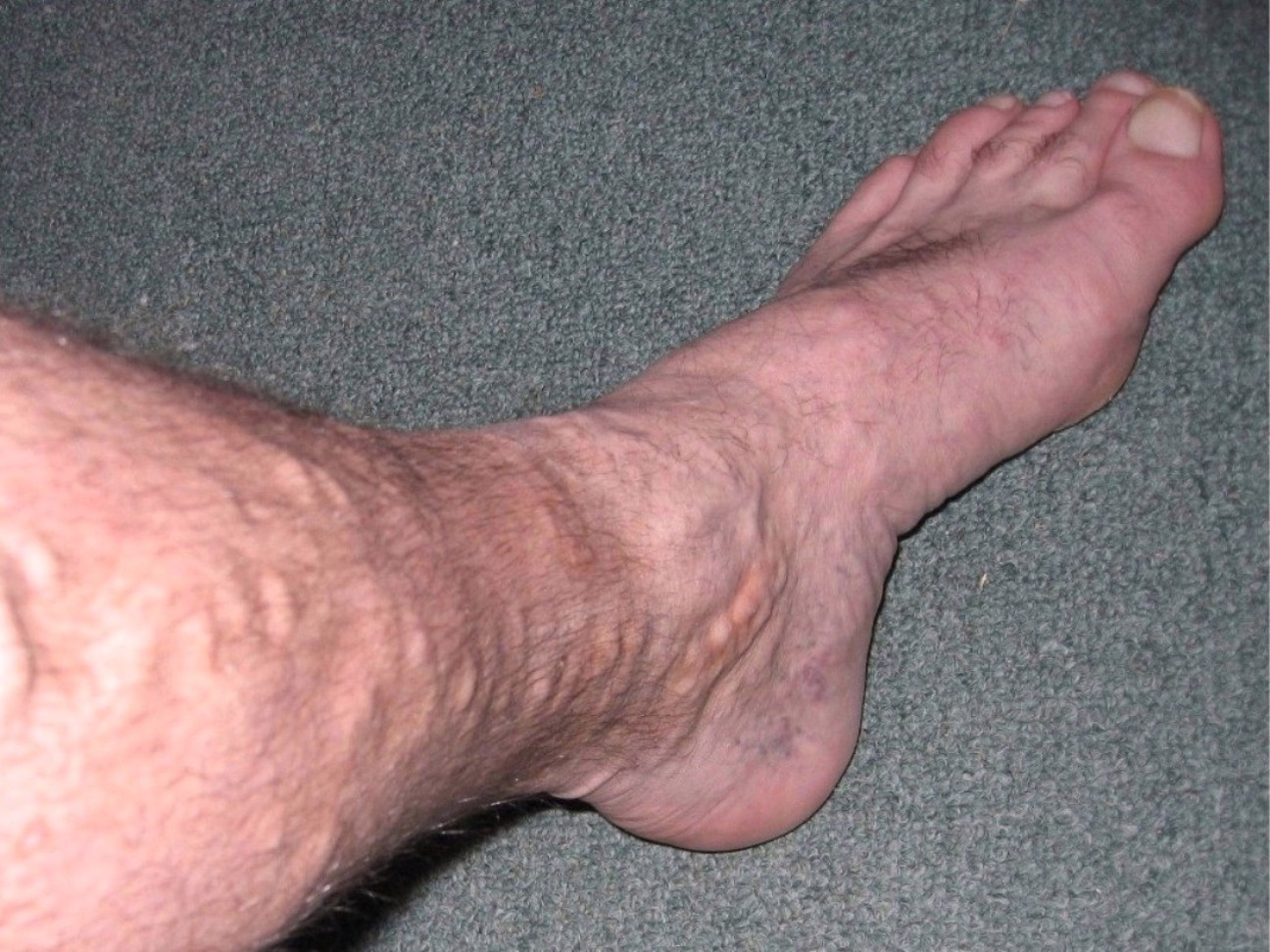
Pierna afectada con varices.

Las varices (singular variz en España) o várices (singular várice en Hispanoamérica) (también, venas varicosas) son dilataciones venosas que se caracterizan por la incapacidad de establecer un retorno eficaz de la sangre al corazón (Insuficiencia venosa). Las más habituales son las de los miembros inferiores.
Se producen por una alteración de las válvulas venosas, dispositivos situados dentro de la luz de la vena en forma de un doble nido de golondrina que permite el flujo unidireccional de la sangre en dirección al retorno cardíaco y, a su vez, impide el reflujo de esta a la periferia (reflujo venoso retrógrado). Las varices se forman cuando las válvulas venosas no cierran bien, entonces la sangre comienza a acumularse en las venas, haciendo que se dilaten. Las varices se pueden encontrar en otros sitios como el esófago (várices esofágicas), región anal (hemorroides o almorranas (venas abultadas de la zona del ano que al producirse esta enfermedad se ven a simple  vista desde el exterior)) o en testículos (varicocele).
El síndrome de varicocele  es una enfermedad pélvica inflamatoria que padecen exclusivamente los varones y  se refiere a la dilatación de las venas del cordón espermático que drenan los testículos.
El síndrome de congestión pélvica, que se define como la presencia de varices de las venas ováricas y pélvicas asociadas a un dolor crónico en la región de la pelvis, es una enfermedad pélvica inflamatoria que padecen exclusivamente las mujeres.

## Factores de riesgo
- Obesidad. Unas piernas de contextura gruesa requieren mayor aporte sanguíneo por parte de las arterias, que luego tiene que ser drenado por las venas, lo que favorece la sobrecarga de estas y el fallo precoz.
- Sedentarismo. La bomba impulsora del retorno venoso son la almohadilla plantar y los músculos de las piernas; como el sedentarismo no favorece la contracción muscular ni la puesta en funcionamiento de la almohadilla plantar, se provoca un mayor estancamiento de sangre y una mayor sobrecarga valvular, lo que facilita la aparición de más varices.
- Trabajos prolongados de pie. Al igual que en el caso del sedentarismo, hay poco ejercicio muscular y, además, el sistema de retorno debe trabajar siempre en contra de la gravedad. Consejo: levantar las piernas y mantenerlas en alto.
- Anticonceptivos. Provocan retención de líquidos y también favorecen, de forma específica, el fallo de las válvulas de las venas reticulares. Muchas mujeres notan cómo los cambios hormonales a lo largo del ciclo cambian la morfología de sus venas y muchas de ellas tienen claro que, coincidiendo con la toma de anticonceptivos, empezaron a desarrollar telangiectasias (arañitas superficiales).
- Antecedentes personales o familiares de varices.
- Antecedentes personales o familiares de trombosis venosa profunda.
- Antecedentes personales de traumatismo o cirugía de los miembros inferiores.
- Factores de riesgo de ateriopatía obliterante de los miembros inferiores: tabaquismo, hipertensión arterial e hipercolesterolemia.

## Clínica
- Estadio I: el sistema venoso superficial se dilata progresivamente, variando de un individuo a otro según unos factores como el ortostatismo (posición de pie), sedentarismo, obesidad...
- Estadio II: las varices, hasta ahora asintomáticas, empiezan a provocar molestias:
  - Cansancio: relacionado con el ortostatismo prolongado y el calor, sobre todo por la tarde. Cede caminando y con la elevación de las extremidades inferiores.
  - Pesadez: cede igual que el anterior.
  - Dolor: de distinta localización. Especialmente a lo largo de los trayectos venosos (pantorrillas, región perimaleolar...). Puede ir desde una sensación de distensión hasta un dolor urente.
  - Calambres: son muy frecuentes, más en las noches y en la región gemelar. Obligan a levantarse de la cama y pasear. Está en discusión la causa (etiología) varicosa o insuficiencia venosa profunda en la génesis de los calambres nocturnos. De hecho, el único tratamiento efectivo para estos está relacionado con la estabilización de la placa neuromuscular con quinina.
  - Prurito: generalmente en la región perimaleolar y dorso del pie, zonas con más paquetes venosos. Cuando es muy importante obliga al rascado, que puede originar una sobreinfección, una diseminación eczematosa y, a veces, varicorragias.
  - Edema: es el signo de mayor importancia ya que representa el fracaso de los mecanismos de regulación del drenaje venoso, originando distrofias cutáneas e hipodermitis. En principio responde bien a la elevación de las extremidades inferiores, después se cronifica y no responde al tratamiento postural, por lo que no desaparece.

- Estadio III: situación de fracaso absoluto de los mecanismos de regulación del drenaje venoso, produciéndose la extravasación de hematíes al espacio intersticial. Se producen cambios en la coloración de la piel, que se vuelve parduzca por la hemosiderina. También se producen reacciones inflamatorias de la piel, lo que hace que aumenten más las distrofias cutáneas. Hay sufrimiento del tejido subcutáneo (hipodermitis).

- Estadio IV: es la consecuencia final de las alteraciones anteriores, apareciendo ulceraciones dolorosas principalmente en la región perimaleolar interna. A veces se sobreinfectan y aparecen reacciones eczematosas amplias.

## Síntomas comunes
Entre los síntomas más frecuentes que están asociados a la insuficiencia venosa crónica destacan:
- Debilidad y cansancio en miembros inferiores del cuerpo.
- Sufrir calambres y parestesias en las piernas principalmente durante la noche.
- Sensación de pesadez y aparición de edemas en las piernas.
- Se producen alteraciones estéticas en las piernas, aparición de dilataciones en venas en mayor o menor grado.
- Percepción de miembros inferiores hinchados y que mejoran al tumbarse y aplicar frío.

## Tratamiento
- Tratamiento quirúrgico: tratar el síndrome varicoso y la insuficiencia de los cayados. El tratamiento clásico consiste en el stripping de la vena safena más la extirpación de los paquetes varicosos existentes más la extirpación ligadura de los paquetes con venas perforantes o colaterales. Se han desarrollado tratamientos mínimamente invasivos, que no extirpan totalmente la vena safena, consistentes en la ligadura de los puntos en donde se fuga presión desde el sistema profundo al superficial.

- Tratamiento esclerosante: consiste en la inyección de un esclerosante para que se necrose la vena. Se usa solo para varículas y pequeñas varicosidades, nunca en varices tronculares.
- Tratamiento de ecotherapy: En el campo de las varices, el último avance médico es la terapia de ultrasonidos focalizados de alta intensidad (HIFU). Este método es completamente no invasivo y no se realiza necesariamente en un quirófano, a diferencia de las técnicas existentes. Esto se debe a que el procedimiento implica un tratamiento desde el exterior del cuerpo, capaz de penetrar en la piel sin dañarla, para tratar las venas de una zona determinada.[2] No deja cicatrices y permite al paciente volver a su vida cotidiana inmediatamente. Las distintas ventajas: se realiza en la consulta, en una única sesión, y es completamente no invasivo, así que no hay riesgo de infección, hemorragia ni otras contraindicaciones.[3]

- Tratamiento con microespuma esclerosante: evolución del anterior, consiste en la punción de la variz e inyección de una microespuma esclerosante que anula la vena, haciendo que el propio organismo la anule. En la actualidad se tratan todo tipo de varices con este tratamiento, que se considera menos agresivo que la cirugía o el láser y no requiere postoperatorio.

El proceso consiste en un diagnóstico preciso mediante ecografía, que permite visualizar la variz, y ultrasonido (doppler/ecodoppler), que permite escuchar el reflujo sanguíneo en la misma. Una vez identificadas las varices, se eleva la pierna para vaciarla de sangre. El médico introduce mediante una jeringuilla varios catéteres para canalizar la vena. Se procede a rellenarla con la microespuma, proceso que produce una leve sensación de quemazón. Una vez inyectada la emulsión, los vasos atrofiados se atrofian progresivamente hasta desaparecer absorbidos de forma natural por el organismo.
El tratamiento no deja cicatrices de ningún tipo y no necesita ningún tipo de cirugía, ni siquiera puntos. El paciente suele recibir una media de compresión que lleva durante algunos días. En algunos casos se producen recidivas, y se deben volver a esclerosar en otra sesión las recanalizaciones de la variz original. Está contraindicado para mujeres embarazadas e individuos que hayan pasado un período largo en cama.
- Láser: Este nombre genérico se refiere a la aplicación de energía lumínica con capacidad de dañar las células o tejidos sobre las que actúa. Existen diferentes tipos de láser para cada caso:

- Láser transdérmico o láser estético:

se utiliza para eliminar las pequeñas arañas vasculares y varices antiestéticas de forma rápida e indolora. Este láser permite incluso tratar manchas cutáneas sin dañar los tejidos, por lo que no provoca cicatrices. Es de fácil aplicación y en pocas sesiones permite eliminar todas las lesiones con una recuperación inmediata. No solo es indoloro, sino que no daña los tejidos ni estructuras, no deja señales y no despigmenta la piel. Es un tratamiento atemporal, ya que se puede realizar en cualquier época del año. Sus resultados son inmejorables y se perciben a partir de la primera semana. Según algunos cirujanos vasculares, la importancia de este láser radica, fundamentalmente, en la comodidad de su aplicación, la nula agresividad y la obtención de un resultado estético excelente. 
- E.L.A.V. (Endo Laser Ablation Veins):

se trata de un protocolo quirúrgico ambulatorio, mínimamente invasivo. Esta técnica permite eliminar las varices mediante micro incisiones que, en la mayoría de casos, no precisan puntos de sutura externos. Apenas provoca dolores postoperatorios al ser muy poco agresiva. Al sustituir el estiramiento y arrancamiento venoso por el cierre de la vena desde dentro, no lesiona las estructuras y tejidos de la pierna. Por ello, puede realizarse sin ingresar en la clínica y, según los casos, solo bajo anestesia local. 
Las ventajas de la técnica E.L.A.V:
- Permite la eliminación y extirpación de todas las varices incluso de ambas piernas de una sola vez y de manera definitiva.
- El paciente sale de la intervención caminando por su propio pie y puede reincorporarse a sus actividades cotidianas en una cuarta parte del tiempo, que cuando se operaban con las técnicas tradicionales.
- Ausencia de las complicaciones que provocan las técnicas tradicionales de estiramiento y arrancamiento venoso: hematomas, dolor, lesiones nerviosas, cicatrices…
- El resultado es visible a partir de la primera semana.

El uso de láser en el tratamiento de las venas varicosas puede mejorar el 90% de los casos. El procedimiento es menos invasivo y permite una recuperación más rápida. El uso del láser elimina la necesidad de extirpar las venas varicosas, como se hace con la técnica tradicional. El tratamiento con láser es adecuado para tratar várices de mayor tamaño en venas grandes, como la safena (safenectomía). La técnica consiste en introducir una delgada fibra óptica que recorre la vena afectada, la cual la va sellando a medida que la recorre lentamente, quedando la vena inutilizada.
- Termocoagulación: aplicación de calor en la vena para que se necrose. Solo para varículas y pequeñas varicosidades.

- Tratamiento médico: para las molestias y varices asintomáticas. Se usan tónicos venosos.

- Medidas fisiológicas: como evitar el ortostatismo y sedentarismo, control de la obesidad y retención de líquidos, aplicación de medidas de descarga (medias elásticas y elevación de extremidades inferiores).

- Medidas caloríficas: un tratamiento eficaz consiste en la interposición de frío/calor en las zonas más afectadas, además de masajes abdominales continuados.

- Oxigenación hiperbárica: la oxigenación en cámara hiperbárica combate el dolor y la inflamación, a la vez que provoca una mejor circulación sanguínea. Con esto proporciona al paciente una mejor calidad de vida.

## Complicaciones
- Varicorragia: hemorragia de una vena varicosa al exterior porque se rompe la piel dando lugar a una hemorragia externa, o al tejido celular subcutáneo dando lugar a equimosis o hematoma.
- Varicoflebitis: inflamación de una vena varicosa. Se manifiesta por dolor, enrojecimiento y palpación de un cordón duro en la zona afectada.
- Trastornos tróficos cutáneos.
- Varicotrombosis: trombosis de las venas varicosas.
- Síndrome de congestión pélvica: es debido a la aparición de dilataciones de varices en la zona de los genitales femeninos. Esto se atribuye a la incapacidad de las venas ováricas de recuperar su tamaño normal tras el embarazo, pues durante el mismo, van aumentando su diámetro hasta 60 veces por encima de lo habitual. Se trata de un cuadro clínico que se presenta en un 20% de las mujeres en edades comprendidas entre los 30 y 50 años y que, en la mayoría de los casos, ya han tenido por lo menos un embarazo. 
  - Efectos: en fases avanzadas, la inundación de sangre venosa en las venas de la pelvis llega incluso a ser la causa de dilataciones variciosas en venas vulvares, hemorroides e incluso varices en las piernas muy difíciles de tratar dada su elevada capacidad de reproducirse si no son tratadas en su origen pélvico. Así sus efectos son un fuerte dolor durante la menstruación acompañada de distensión, estreñimiento, sensación de congestión abdominal y, a menudo, reglas abundantes. Las molestias son variables e inespecíficas y se manifiestan en los días premenstruales, pudiendo prolongarse a lo largo de cada período ya que es en estos días cuando se aprecia un mayor aumento del flujo sanguíneo venoso en la pelvis, al coincidir con la ovulación. El consumo de anticonceptivos e inflamaciones y/o infecciones en el área pélvica pueden también estar relacionados con esta patología.
  - Solución - método de la oclusión venosa - : procedimiento realizado por radiólogos intervencionistas que consiste en bloquear el flujo venoso que transcurre patológicamente por las varices útero-ováricas introduciendo, mediante una punción en la ingle, un pequeño catéter en su interior. Al cerrar las venas patológicas desde dentro, la presión que estas soportan disminuye, con lo cual se resuelve el círculo vicioso de varices que crean y desarrollan más varices.
    - Ventajas del método de la oclusión venosa: la oclusión venosa reporta muchas ventajas frente a antiguos sistemas como la terapia hormonal, que si bien consigue una ligera mejoría de los síntomas no resuelve el problema y presenta efectos secundarios, u otro tipo de intervenciones mucho más laboriosas y con períodos de recuperación más prolongados. El éxito de los casos de curación es superior al 80%. Es una intervención totalmente ambulatoria, con anestesia local y donde no es necesario ni las incisiones quirúrgicas, ni las suturas, ni las cicatrices.